# Jānis Reirs

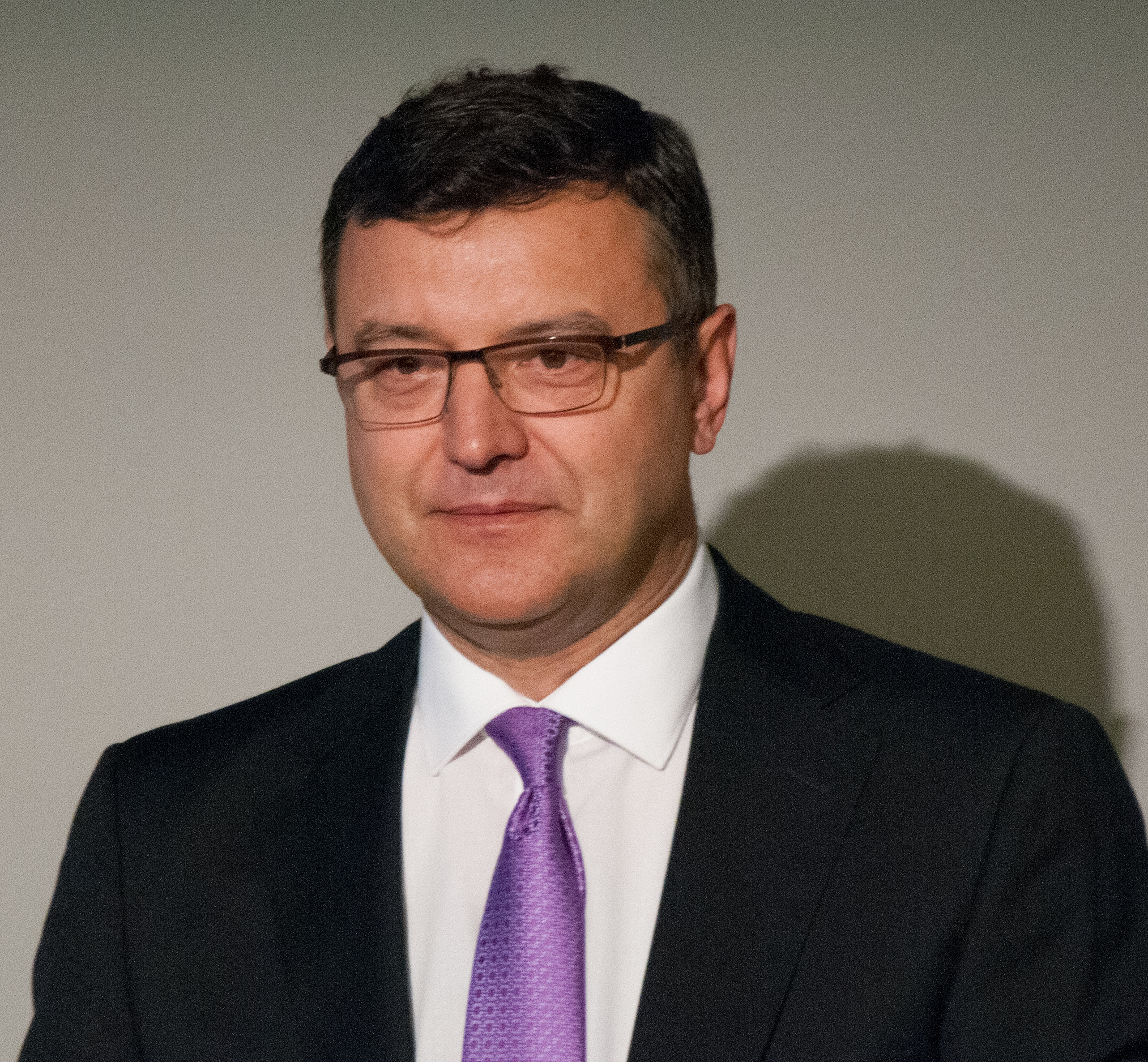
Jānis Reirs (2016)

Jānis Reirs (* 23. September 1961 in Riga) ist ein lettischer Politiker der Vienotība.

## Leben
Jānis Reirs studierte an der Universität Lettlands Wirtschaftswissenschaften.
Für die Partei Jaunais laiks gelang ihm bei der Parlamentswahl 2002 erstmals der Einzug ins lettische Parlament (Saeima). Von Januar 2005 bis zu seinem Rücktritt im Mai 2006 war er Minister für Digitalisierung im Kabinett von Aigars Kalvītis. Bei den nächsten Wahlen konnte er sein Abgeordnetenmandat verteidigen oder gehörte der Saeima zumindest als Nachrücker an (seit 2010 für das Wahlbündnis und die spätere Partei Vienotība).
Im Kabinett Straujuma II war Reirs als Nachfolger von Andris Vilks seit dem 5. November 2014 Finanzminister von Lettland. Im Kabinett Kučinskis war er von Februar 2016 bis Januar 2019 Sozialminister des Landes. Bei der Parlamentswahl 2018 konnte er ein Abgeordnetenmandat für seine Partei erringen. Seit 2019 war er in der Regierung seines Parteikollegen Krišjānis Kariņš erneut Finanzminister. Nach der Wahl 2022 wurde er nicht wieder als Minister berücksichtigt, konnte sich aber zumindest als Nachrücker seiner Parteikollegin Anda Čakša einen Parlamentssitz sichern.